# Taenia
Taenia (česky také tasemnice) je rod tasemnic z čeledi Taeniidae s typickým dvojhostitelským cyklem savec-savec. Tasemnice rodu Taenia patří mezi jedny z nejdelších tasemnic vůbec, tělo dospělce měří od několika desítek centimetrů do několika metrů. Definitivním hostitelem jsou predátorští savci, nejčastěji psovití a kočkovití. Mezihostitelem jsou býložraví savci – např. přežvýkaví, zajícovci. Celkem 3 druhy jsou výhradní paraziti člověka (T. saginata, T. asiatica, T. solium).

## Přehled druhů a jejich hostitelů
| Druh              | Definitivní hostitel | Mezihostitel                    | Typ larvocysty         |
| ----------------- | -------------------- | ------------------------------- | ---------------------- |
| Taenia saginata   | člověk               | skot                            | cysticercus bovis      |
| Taenia solium     | člověk               | prase                           | cysticercus celullosae |
| Taenia asiatica   | člověk               | prase, prase divoké, koza, skot |                        |
| Taenia serialis   | psovití              | králík                          | cysticercus serialis   |
| Taenia ovis       | psovití              | ovce, koza, skot                | cysticercus ovis       |
| Taenia pisiformis | psovití              | králík                          | cysticercus pisiformis |
| Taenia multiceps  | psovití              | ovce, koza                      | coenurus cerebralis    |
| Taenia hydatigena | psovití              | ovce, koza, skot                | cysticercus tenuicolis |